# Michail Byčkov
Michail Byčkov (rusky : Михаил Иванович Бычков) (22. května 1926, Ljuberzy – 17. května 1997, Moskva) byl sovětský reprezentační hokejový útočník. Je členem Ruské a sovětské hokejové síně slávy (členem od roku 1954).
S reprezentací Sovětského svazu získal jednu bronzovou olympijskou medaili (1960). Dále je držitelem jednoho zlata (1954) a jedno stříbro (1955) z MS.